# Светски дан дивљих врста
Светски дан дивљих врста (енгл. World Wildlife Day) обележава се од 2013. године сваког 3. марта. Генерална скупштина Организације уједињених нација је на 68. заседању 2013. године симболично одредила овај датум као датум за обележавање дана дивљих врста. 

## Историјат
Светски дан дивљих врста обележава се широм света 3. мартa од 2013. године сa циљем указивања на штетност људских активности попут криволова, незаконитог сакупљања из природе и илегалне трговине живим примерцима, као и њиховим деловима и дериватима.

## Угроженост флоре и фауне
Најозбиљнију претњу за опстанак дивљих врста у природи представља прекомерно коришћење природних ресурса. Поред губитка станишта и илегална трговина дивљим врстама представља фактор угрожености дивљих врста да, чак, доводи до потпуног истребљења врста, нарочито  њихових популација у дивљини. Свака врста у природи има значај за екосистем и своју улогу у њему. Све врсте су директно или индиректно повезане. Неке имају локални, неке регионални, а неке глобални утицај на животну средину и екологију. Угроженост једне врсте временом директно или посредно утиче на опстанак друге. 

### Илегална трговина дивљим врстама
Илегална трговина дивљим врстама се догађа у готово 30% светских заштићених подручја. Пораст илегалне трговине и међународног промета дивљим врстама је недопустив и Светска фондација за природу позива се на Kонвенцију о међународној трговини угроженим врстама дивље фауне и флоре (енгл. Convention on International Trade in Endangered Species of Wild Fauna and Flora – CITES) у којем су пописане врсте у најзначајнијим светским природним подручјима, укључујући подручја светске природне баштине.
Заштићена подручја светске природне баштине позната су по својој лепоти, геологији, екологији и биолошкој разноликости. У овим подручјима живи велика популација ретких биљних и животињских врста, укључујући готово трећину преосталих 3.890 дивљих тигрова у свету и 40 посто свих афричких слонова. Њихова вредност је препозната и упркос заштићеном статусу, илегални криволов, сеча дрва и риболов присутни су у готово 30 посто заштићених подручја светске природне баштине, доводећи врсте на корак до изумирања. Угрожава се њихов опстанак као и добробит заједница које живе у корелацији с њима.

### У Србији
Србија као кандидат за Европску унију је прихватила програм Натура који је основни документ за заштиту приоритетних врста биљака, животиња и типова станишта. Овај програм предвиђа да се одређени предели просторно дефинишу, али и врсте које ту живе да се ставе под заштиту. Ради се о заштити бар 60% станишта сваке врсте. Фармацеутске, козметичке и прехрамбене индустрије све више користе самоникло лековито биље. Апотекарска индустрија нуди све више препарата на бази биљака, чајеве и мелема.
Највећа количина биљне сировине је пореклом из природе. Многе самоникле биљке представљају комерцијалан производ. То су природни ресурси који морају да се паметно и рационално користе.
Успостављање националних паркова представља најшири вид заштите у Србији. Нарушавање природе у њима је сведено на најмању могућу меру, па они представљају највећу шансу за одржавање повољног односа чисте природе и развој великог броја биљних и животињских врста.
Србија има повољан географски положај и важно место у борби против кријумчарења дивљих врста. Представља једну од најучесталијих рута за промет робе у овом делу Европе. Транзитна је држава преко које се кријумчаре угрожене дивље врсте из целог света намењене крајњим купцима на црном тржишту у Европској унији. На срећу у последњих неколико година Србија је све чешће и држава коначног одредишта за кријумчарене примерке угрожених дивљих врста.
У Србији је од 2010. године, заплењено више од 2.000 живих примерака дивљих врста животиња. Међу њима су најбројнији гмизаваци и птице, али и крупнији сисари, попут лавова, медведа, вукова и мајмуна.
Живе животиње се најчешће пакују у џакове заједно, кутије, кавезе, а затим се прикривају у товарном делу возила или у посебним преградама за кријумчарење. Понекад се шверцери опредељују и да сами кријумчаре мањи број живих животиња, попут птица, гмизаваца, водоземаца и мањих сисара у личном пртљагу или чак на свом телу.
На граничном прелазу Бачки Виногради шверцовани су 2017. године папагаји, умотани у плетене џакове за кромпир. Били су сакривени у торби у пртљажнику, у резервном точку, на поду испод сувозачевих ногу и у унутрашњем џепу јакне возача. Испоставило се да пет примерака припада врстама заштићеним ЦИТЕС конвенцијом.

## Теме
- 2020. Одржавање живота на Земљи
- 2019. Живот испод воде - за људе и планету[7]
- 2018. Велике мачке - предатори под претњом[8]
- 2016. Будућност дивљих врста је у нашим рукама са подтемом Будућност слонова је у нашим рукама[9]
- 2015. Време је да се озбиљно позабавимо злочином над дивљим врстама[10]

## Галерија
- Syncerus caffer, афрички биво из Танзаније
- Афрички буш слон
- Алигатор из Мисисипија
- Поларна лисица
- Bathynomus giganteus